# Стрелов Аркадій Юхимович
Арка́дій Юхи́мович Стре́лов (рос. Аркадий Ефимович Стрелов; 13 лютого 1923–10 травня 1994) — російський і український живописець, член Спілки художників СРСР (з 1961).

## Життєпис
Народився в селі Шухра, нині у складі Шекшовського сільського поселення Гавриловопосадського району Івановської області Росії.
Учасник німецько-радянської війни з 1942 по 1945 роки: командир стрілецького взводу 3-го стрілецького батальйону 1281-го стрілецького полку 60-ї стрілецької дивізії, лейтенант.
У 1950 році закінчив Івановське художнє училище (викладачі: М. І. Малютін, І. Д. Калашников).
З 1950 року мешкав у Ялті. З 1958 року брав участь в республіканських і всесоюзних виставках. Його роботи експонувалися в Угорщині, Канаді, Польщі, Швейцарії, Японії, США, Греції, Нідерландах.

## Нагороди
Нагороджений орденами Вітчизняної війни 1-го ступеня (11.03.1985), Червоної Зірки (19.09.1943) і медалями.